# Клан Брайсон
Клан Брайсон (ірл. — Clan Bryson) — один з ірландських кланів. В Ольстері живуть люди, що зараховують себе до клану Брайсон — це люди з прізвищами Брайс (ірл. — Brice, Bryce). Проживали переважно в графствах Деррі, Донегол, Даун, Дублін. Ірландська назва цієї гілки — Ó Brisleáin — О'Бріслейн. Англійський варіант назви цієї гілки — Брісліни Донегольські (англ. — Breslin in Donegal). Люди іншої гілки клану Брайсон з Ольстера запевняють, що вони походять з клану Ó Muirgheasáin — О'Муйрешан. Жили і живуть вони в графствах Донегол та Деррі. Ще одні Брайсони з графства Донегол запевняють, що вони походять від клану Ó Briosáin — О'Бріошан з королівства Тір Конайлл.

## Історія клану Брайсон

### Походження клану Брайсон
Згідно легенди клан ірландський Брайсон походить від Бріона — давньогрецького математика з Гераклеї, що жив близько 350 року до н. е. і розрахував квадратуру кола. Судячи по всьому це просто красива легенда, клан Брайсон не може простежити свій родовід до тих давніх часів. Але безперечно клан Брайсон має давні корені.
Є ще кілька легенд щодо походження клану Брайсон. Згідно іншої легенди в давні часи з Риму відправили двох місіонерів — одного до Франції, іншого до Шотландії. Місіонер відправлений до Франції став відомий як Бріссон, а місіонер відправлений до Шотландії став відомий як Брайсон. Згідно легенди, ірландський клан Брайсон і є нащадком саме цього Брайсона.
Ще одна легенда стверджує, що клан Брайсон походить від французьких гугенотів фамілії Бріссон. Під час різанини Варфаломеївської ночі у 1572 року вони втекли з Франції до Шотландії, Англії та Ірландії. Саме від них і походить ірландський клан Брайсон.
Ще одна теорія стверджує, що клан походить від ірландського клану Мак Мрі, що жив в Ольстері та Донеголі. Назва клану поступово перетворилася на Мак Врі — Врісон, Мрісон — Брайсон, Моррісон. Згідно з цією теорією ірландський клан Брайсон утворився незалежно від шотландського клану Брайсон.
Ще одна теорія стверджує, що ірландський клан Брайсон походить від шотландського клану Брайсон. Клан отримав свою назву від святого Брікуса Турського, що жив у IV столітті. Клан називався спочатку Мак Брі. Відомо кілька релігійних діячів у Шотландії, що носили ім'я Брі. Один із них згадується в історичних документах 1170 року. В Англії у 1273 році згадується Джон Брайс. У 1332 році згадується в документах щодо земель Камерленд якийсь Джон Брайсон. У документах 1524 року згадується Томас Брайсон щодо земель в Саффолк, Старкулайд та Крайгтон.
Незалежно від того, яка із цих терій є правильною, безперечним є те, що люди клану Брайсон жили в XVII столітті в Шотландії та в Ольстері (Ірландія). У ХІХ столітті багато людей з клану Брайсон покинули свою Батьківщину і розселились на землях Америки, Австралії, Нової Зеландії.
У шотландському клані МакФарлан є септа Брайс, але вважається, що ця септа не споріднена з ірландським кланом Брайсон.

## Відомі і видатні люди клану Брайсон
- Олександр Брайсон (шотл. — Alexander Bryson) (1816–1866) — шотландський біолог та геолог.
- Ендрю Брайсон (ірл. — Andrew Bryson) (1822–1892) — американський адмірал.
- Енн Брайсон (англ. — Ann Bryson) (нар. 1964) — британська актриса.
- Артур Е. Брайсон (ірл. — Arthur E. Bryson) — американський професор та інженер, батько сучасної «теорії оптимального контролю».
- Бірнарда Брайсон Шагн (ірл. — Bernarda Bryson Shahn) (1903–2004) — Бернарда Брайсон — американська художниця, вдова художника Бена Шагна.
- Білл Брайсон (ірл. — Bill Bryson) (нар. 1951) — американський письменник.
- Білл Брайсон (ірл. — Bill Bryson) (1898–1973) — австралійський політик.
- Білл Брайсон (ірл. — Bill Bryson) (1915–1986) — американський журналіст.
- Крайг Брайсон (шотл. — Craig Bryson) (нар. 1986) — Шотландський футболіст.
- Ден Ф. Брайсон (ірл. — Dean F. Bryson) (1910–1995) — американський адвокат.